# Redox (オペレーティングシステム)
RedoxはRustで書かれたUnix系マイクロカーネルオペレーティングシステムである。ライセンスはMIT License。Redoxは既に実ハードウェア上で動作している。
RedoxはJeremy Sollerにより開発が開始され、2015年4月20日にGitHubに最初のコミットがなされた。現在に至るまで40人以上の貢献者によって活発に開発が進められている。

## OSコンポーネント（エコシステム）
RedoxはプロジェクトがRustで記述した以下のようなソフトウェアからなるエコシステムから成っている。
- Redoxカーネル
- Ionシェル
- Sodium（テキストエディタ、Vimライク）
- TFS（ファイルシステム、ZFSライク）
- Orbital（ウィンドウシステム、描画プログラム、ウィジェット・ツールキット）
- ralloc: メモリアロケータ
- magnet: パッケージ管理システム

## コマンドラインアプリケーション
Redoxは、以下のCUIプログラムをサポートする。
- Sodium（viのようなテキストエディタ。構文の強調表示を提供する）
- Rusthello（高度なリバーシのAI。並列性が非常に高く、Redoxのマルチスレッド機能の証として機能する。ブルートフォーシング、ミニマックス、ローカル最適化、ハイブリッドAIなどのさまざまなAI戦略をサポートしている）